# 라이프 위드 데릭
라이프 위드 데릭(Life with Derek)은 2005년 9월 18일부터 2009년 3월 35일까지 패밀리 채널에서 방영된 시트콤이다.